# Municipio de Grinnell
El municipio de Grinnell (en inglés: Grinnell Township) es un municipio ubicado en el condado de Gove en el estado estadounidense de Kansas. En el año 2010 tenía una población de 399 habitantes y una densidad poblacional de 1,25 personas por km².

## Geografía
El municipio de Grinnell se encuentra ubicado en las coordenadas 39°3′43″N 100°40′30″O / 39.06194, -100.67500. Según la Oficina del Censo de los Estados Unidos, el municipio tiene una superficie total de 320.13 km², de la cual 319,96 km² corresponden a tierra firme y (0,05 %) 0,16 km² es agua.

## Demografía
Según el censo de 2010, había 399 personas residiendo en el municipio de Grinnell. La densidad de población era de 1,25 hab./km². De los 399 habitantes, el municipio de Grinnell estaba compuesto por el 98,5 % blancos, el 0,5 % eran afroamericanos, el 0,75 % eran de otras razas y el 0,25 % eran de una mezcla de razas. Del total de la población el 1,5 % eran hispanos o latinos de cualquier raza.